# 134 av. J.-C.
Cette page concerne l'année 134 av. J.-C. du calendrier julien proleptique.

## Événements
- 7 août 135 av. J.-C. (1er janvier 620 du calendrier romain) : début à Rome du consulat de Gaius Fulvius Flaccus et Publius Cornelius Scipio Aemilianus Africanus. Scipion Émilien est élu consul pour la seconde fois, toujours par dérogation à la loi. Il part immédiatement pour l'Hispanie[1]. Fulvius Flaccus est envoyé réprimer la révolte des esclaves en Sicile, sans résultats significatifs[2].
- Janvier/février[3], Judée : Ptolémée, fils d’Aboubos, stratège de la plaine de Jéricho, assassine son beau-père Simon l’Hasmonéen dans la forteresse de Dôk et fait prisonnier ses fils Mattatias et Judas. Cette tentative de coup d’État pro-séleucide échoue. Le troisième fils de Simon, Jean Hyrcan, alors à Gézer, réussit à échapper à ses assassins et se fait proclamer grand prêtre et ethnarque à Jérusalem. Ptolémée s’enfuit après avoir assassiné les deux frères et la mère de Jean Hyrcan[4].
  - Jean Hyrcan Ier, fils de Simon, devient grand prêtre et prince juif hasmonéen de Judée (fin en 104 av. J.-C.).
  - Les Pharisiens critiquent le sacerdoce de Jean Hyrcan sous prétexte que sa mère aurait été captive et s’opposent à la prétention à la royauté d’un non-davidide. Cette position rencontre un certain écho dans le peuple et suscite une révolte que Jean Hyrcan réprime durement. Le roi se rallie alors aux positions des Sadducéens, probablement des Assidéens sadocides que le temps et les nécessités des affaires avaient ralliés au sacerdoce hasmonéen. Cependant, parmi les Assidéens, des intransigeants forment un groupe, les Esséniens, qui s’organise dans une opposition durable[5].
- Mai : Scipion Émilien arrive devant Numance, après avoir restauré la discipline militaire ; il commence par ravager les terres des Vaccéens pour se ravitailler[6].

- Été : Scipion Émilien commence le siège de Numance avec 60 000 hommes ; il est rejoint par le prince numide Jugurtha, venu avec douze éléphants, des archers et des frondeurs. En novembre, le système de fortification du siège est achevé[6].

- Tiberius Gracchus est élu tribun de la plèbe pour l'année 133 av. J.-C.[7].

## Naissances
- Jin Midi, homme politique chinois d'origine Xiongnu.

## Décès
- Simon l’Hasmonéen, dirigeant juif.